# Bregaglia (kommun)
Bregaglia är en kommun i regionen Maloja i den schweiziska kantonen Graubünden. Den omfattar den schweiziska delen av dalen Val Bregaglia och angränsar i öster till dalgången Oberengadin samt i väster till den italienska regionen Lombardiet. Kommunen har 1 578 invånare (2023).
Den bildades 2010 genom att samtliga kommuner i den dåvarande kretsen Bregaglia (Bondo, Castasegna, Soglio, Stampa och Vicosoprano) lades samman till en enda kommun. Förutom dessa fem orter finns i kommunen även orterna Maloja, Casaccia, Borgonovo och Promontogno. 

## Språk och religion
Bregaglia är en del av italienskspråkiga Schweiz, Grigioni italiano. En stor del av invånarna talar dock till vardags bregagliotto (eller bargajot) som är en övergångsdialekt mellan lombardiska och rätoromanska. Italienska infördes som officiellt språk 1546 i samband med att den reformerta läran antogs i samtliga kyrkor, och är än idag det skriftspråk som används. 
En tyskspråkig minoritet har uppstått under 1900-talet, främst i byn Maloja vid Malojapasset där skolan är italiensk-tyskt tvåspråkig, medan skolan i kommunen i övrigt är italienskspråkig.